# CV 〜キャスティングボイス〜
『CV 〜キャスティングボイス〜』は、2014年6月19日にバンダイナムコゲームスから発売されたPlayStation 3用ゲームソフト。

## 概要
本作品は声優のプロデュースを題材としたシミュレーションゲームで、プレイヤーは声優のプロデューサーとなり架空の声優達と交流しながら、様々な分野でキャスティングや収録を行っていく。
2014年4月26日と27日に幕張メッセで開催された『ニコニコ超会議3』にて体験版が公開された。
また、同年5月31日・6月1日に開かれた『テイルズ オブ フェスティバル2014』ではプロモーションビデオが公開された。

### システム
「プロデュースモード」「キャスティングモード」が用意されている 他、やりこみ要素として「アルバムモード」も用意されている。
プロデュースモードは様々な依頼を受けてキャスティング及び収録を行うもので、ゲーム内の声優達との信頼度やミニゲームの結果によって作品やプロデューサーの評価が左右されるものとなる。声優の信頼度の上昇にあわせて、収録可能な台本や新たな声優がアンロックされていく仕組みになっている。
一方、キャスティングモードは作品の評価に左右されず、自分好みのキャスティングを行うことが可能なモードである。プロデュースモードでは声優の兼役ができないが、このモードでは全ての役を一人の声優に任せることも可能である。
台本はテレビアニメや映画の吹き替えから旅客機の機内アナウンスまで、様々な分野に渡っており、台本数は100を超える。また、「テイルズ オブ シリーズ」といった自社作品の台本もあり、原作とは違ったキャスティングを楽しむことも可能である。こうした他作品とのコラボレーションについての詳細は、後述する「#他作品とのコラボレーション」の項目を参照。
アルバムモードはプロデュース可能な声優やキャスティング出来るようになったシナリオを確認・閲覧するためのモードである。
このほかにも、初回購入特典およびダウンロードコンテンツをインストールした状態で、隠しコマンドを入力すると、あるモードでキャラクターやシナリオなどを全て解放することができるという機能も存在する。

## 登場人物
プロデューサー
プレイヤーの分身たるプロデューサー。音響監督としての仕事も含まれている。

### 声優たち
登場するキャラクターの中には、担当声優の一部の言動がそのまま設定として取り入れられている。
内山 紗彩（うちやま さあや）
声 - 竹達彩奈
人気急上昇中の女性声優。利発そうな見た目に反して、引きこもり気味のインドア派。しっかりしてそうに見えるが、抜けているところがあり、天然とよく言われる。見た目でリーダー役に推されることがあり、困惑している。実家住まいで、兄がふたりいるため、甘えん坊な傾向がある。
幼少期にテレビで観たアニメで声の仕事に憧れる。兄の影響でアクションものやロボットものをよく観ていた。高校在籍時から養成所に通い、17歳で声優デビューを飾る。いくつか主役も経験しているが、実績としては少女役ばかりで、まだ演技の幅が小さく、色んな役に挑戦したいと考えている。出演作品のキャラクターソングでCDデビューも果たしている。
十条 玖美子（とうじょう くみこ）
声 - 井上喜久子
おっとりして、落ち着いた雰囲気の元アイドル声優。優しいお母さん的な雰囲気に、若いファンも多い。結婚してからは人妻としての色気も出たという声も。見た目も中身も非常に若々しく、イベントでは時々アイドル時代の衣装を着ることもある。「いつまでも19歳の声と心を持つこと」をマニフェストとしている19歳党の党首でもあり、声優業界に着々と議員を増やしている。
15歳の頃にアイドルとしてデビュー。アイドル、歌手活動をメインに声優、女優としても活躍をしていたが、18歳頃に演じた大作アニメのヒロイン役をキッカケに声優一本で行くことを決意。19歳当時は今で言う“アイドル声優“として男女問わず人気を集めていたが20年経った今では、少年役、少女役、お姉さん役、悪役等なんでもこなす演技派のベテラン声優として活躍している。
姫乃 雪彦（ひめの ゆきひこ）
声 - 代永翼
可愛い系キャラの新人声優。いつも明るく無邪気な、ムードメーカータイプ。少し腹黒い部分もあり、ラジオなどでは時々いじる側に回ることもある。可愛いキャラで売っているだけあって、少年役を得意としている。しかし本当はかっこいいと言われたいとも思っており、時々クールな青年の役などが回ってくると喜ぶような一面も。
幼い頃から可愛いと言われ続け、自分の可愛さはどんなことに生かせるか考えた結果、アイドルか声優を目指すことを決意。アイドルではなく声優を選んだのは、声でならかっこいいキャラも演じることが出来るかもしれないと思ったから。専門学校卒業と同時に事務所に所属し、少年役や可愛い系の役が評価され、現在人気急上昇中。キャラソンやラジオ、イベント等の受けもよく今後の活躍が期待されている。
道場 崇（みちば たかし）
声 - 千葉繁
大御所声優。明るく、ひょうきんな性格で、いつもまわりの人間を盛り上げている。厳格な面もあり、新人に対して指導することも多く、慕っている後輩は多い。役者時代は肉体派で、アクションものが得意だった。現在でもスポーツが趣味で、トライアスロンや自転車の大会に出場。そのため肌が黒い。
役者として活動していたが、徐々に声優の仕事が増えていき、30年前から声優業が本業となる。ギャグアニメの主役を多数こなす。役者時代からの芸名を使い続けている。甲高い声のひょうきんなキャラが有名だが、渋い声の大人の男性、悪役などもこなす、幅広い演技力を持っている。バラエティ番組等でナレーションを担当することも多い。後進育成に力を入れており、近年は音響監督としても活躍している。
遠野 健吾（とおの けんご）
声 - 小野賢章

荻原 さおり（おぎわら さおり）
声 - 沢城みゆき
女性中堅声優。ほんわかした雰囲気を漂わせるが、第7回ボイスグランプリ受賞経験を持つ。人見知りだが、他者に対してはきちんと意見を言うタイプ。ただし、共演者からはたびたび私生活のだらしなさを指摘されている。
デビュー当初は少女役が多かったが、現在は演技の幅は広まっている。
クレーデン 瑠仁（クレーデン りゅうじん）
声 - 柿原徹也
スウェーデン人の母を持つ若手声優。演技の幅はあまり広くないが、英語を話せるキャラクターを演じたり、英語のナレーションを務めることが多い。
大貫 篤夫（おおぬき あつお）
声 - 大塚芳忠
大貫事務所の代表者を務める大御所声優。
渋い声を生かしたナレーションが多いが、青年役や悪役もこなす。
若杉 奈々子（わかすぎ ななこ）
声 - 西原久美子
年齢不詳のベテラン声優。 「小学生」とあだ名がつくほど幼い見た目をもち声も若々しいが、実際は夫も子供もおり、かなり母親らしい性格の持ち主。
藤之宮 小夜花（ふじのみや さやか）
声 - 名塚佳織

古川 瑠璃（ふるかわ るり）
声 - 伊瀬茉莉也
中学生の新人声優。MOMOとは小学校6年生の時から「るりもも」というユニットを組んでいる。月を模した髪飾りやブローチを身に着けている。
笑顔を絶やさないが、プロデューサーに対してはわがままを言うことが多く、その上負けず嫌いで失敗すると悔しさで涙することが多い。
声優としては少年・少女役が多いが、演技の幅を広めようと考えている。
MOMO（もも）
声 - 伊藤かな恵
古川瑠璃の相方。古川瑠璃とは対照的に星を模した髪飾りやブローチを身に着けている。おとなしいようでしっかりした性格。
年相応の役を演じることが多いが、声優としての今後を期待されている。
響 耕輔（ひびき こうすけ）
声 - 近藤隆
新人声優。声優になる前は舞台俳優をしており、その経験が演技の高さにつながっている。
中御門 大介（なかみかど だいすけ）
声 - 野島健児
さわやかな性格の新人声優。ブレイク作である女性向けゲームでの役柄が"王子様"だったこともあり、女性ファンからはよく王子と呼ばれている。
青年役に定評があるが、年上・年下の役柄にも挑戦している。
鴫野 巴菜（しぎの はな）
声 - 日髙のり子
新人声優。おとなしいようだが、一度きっかけをつかむと饒舌になる。
11歳の時まで子役をしていたのち、15歳で声優への道を進んだ。
実年齢より上の役など、自分とは違うタイプの役柄への挑戦している。
菅原 よしあき（すがわら よしあき）
声 - 三ツ矢雄二
音響監督やプロダクション運営など様々な仕事をこなすベテラン声優。才能のある新人を見出して育てることに喜びを感じており、プレイヤーもその対象に含まれている。
神崎 史之（かんざき ふみのり）
声 - 羽多野渉

中嶋 由希也（なかじま ゆきや）
声 - 伊藤健太郎

平沢 亜美（ひらさわ あみ）
声 - 久川綾
お姉さん役を中心とした様々な役を演じることに定評のある声優。第6回ボイスグランプリではサブキャラクター女優賞を受賞した。
波野 あきら（なみの あきら）
声 - 野中藍
アイドル路線を貫く人気声優。こちらも19歳を自称しており、琴音と19歳党を組むほどだが、デビューから10年以上たっている。
デビュー当初は可愛い役ばかりだったが、演技力が評価されて以降は年上の役なども増えている。
壱式 琴音（いっしき ことね）
声 - 三上枝織
人気アイドル声優。17歳の時にデビューしたが、19歳になってからは仲良しのあきらと19歳党を組んでいる。
鷹城 好一（ようじょう こういち）
声 - 緑川光
実力派のイケメン声優。仕事は真面目にこなすが、かなりのオタクでありアニメに影響されたような言動が多いため、どちらかというと男性のファンが多い。
時任 千歳（ときとう ちとせ）
声 - 津田健次郎
女性に人気の新人アイドル声優。心優しき真面目な青年だが、その優しさが度を超えて周囲から口説いているように見えることもある。
デビュー当初は二枚目役が多かったが、近年は悪役など演技の幅が出てきた。
佐藤 博一（さとう ひろかず）
声 - 松風雅也
女性に人気の新人声優で、金色のメッシュの入った茶髪が特徴。口が悪いようで面倒見がよい。
デビュー時に出したキャラクターソングがきっかけで人気が出て、歌手活動もこなすようになった。
東堂・エレナ・クリュチェフスキー（とうどう・エレナ・クリュチェフスキー）
声 - 白石涼子
ロシア人とのハーフの女性声優。自作の軍服をいつも着ている。
見た目に違わず軍人役に定評があるが、少年役も多い。
八尾 伊月（やお いづき）
声 - 相沢舞
新人声優。缶バッジのついた帽子と赤ぶちの眼鏡が特徴。幼少時からポップカルチャーに親しんでおり、そのような業界にあこがれた結果声優への道を進んだ。
瀬羽 優（せば すぐる）
声 - 前野智昭
現役の執事でもある若手声優。執事役以外の演技も得意とする。
成宮 隼（なりみや しゅん）
声 - 興津和幸
関西出身の中堅声優。
新人賞を獲得したことがあり、演技の幅も広い。ただし、話し好きゆえ、度が過ぎてのどを痛めてしまうことがある。
各務原 昌秋（かがみはら まさあき）
声 - 私市淳
クールなようで優しさを持った人物。
演技の幅を広めたいとの考えから、様々な年齢のキャラクターを演じてきた。
男優賞受賞経験あり。
早乙女 透（さおとめ とおる）
声 - 阪口大助
年齢不詳の男性ベテラン声優。
かつては女装アイドルを目指そうと思ったが、男の娘という概念が存在しない時代だったため、声優への道を選んだ。かわいらしい女の子のような見た目はデビュー当時から変わっていないため、性別を間違えるファンもいる。
声優としては少年・青年役を得意とする。
小野坂 秋（おのさか あき）
声 - 松野太紀
男性新人声優。お調子者の三枚目という印象を持たせるが、実際は面倒見がよい。
最初はわき役が多かったが、だんだん演技の幅が広くなった。
鷺州 玲子（さぎす れいこ）
声 - 今井麻美
新人声優。歌手としても活動しており、ボイスグランプリ歌唱賞を受賞したことがある。
戸山 愛（とやま めぐみ）
声 - 折笠愛
明るくチャレンジ精神旺盛なベテラン声優で、ファンサービスもしっかりしている。
元々は舞台俳優だったが、25歳の時にアニメのオーディションに参加して以来声優としての仕事がメインになった。
アニメの仕事が多かったが、近年はナレーションがメインである。
夫である大貫 篤夫とは舞台俳優時代からの知り合い。
代官 奈津美（だいかん なつみ）
声 - 明坂聡美
大貫 篤夫と戸山 愛の娘である声優。
卯月 陽奈（うづき ひな）
声 - 金元寿子
新人声優。人見知りな性格で、人前に出る仕事を苦手としてきたが、最近人前に出る仕事が増えるようになり、自分を変えたいと思っている。
しかし、収録時はきちんと演技ができ、タイプの異なる少女役を演じることもある。
狐神 寧々（こがみ ねね）
声 - 雪野五月
年齢：26歳
物静かで神秘的な声優。
和装（着物・足袋・草履）でいることが多いが、手の爪にマニキュアらしきものが発見される。
眞田 大樹（さなだ だいき）
声 - 上田燿司
眞田プロダクション代表を務めるベテラン男性声優で、妻子持ち。
軽いノリでプロデューサーと接する傾向にあるが、根は真面目。
ナレーションや吹き替えの仕事が多かったが、近年はアニメの仕事も増えてきている。
獅之谷 クリス（しのたに クリス）
声 - 置鮎龍太郎
金髪碧眼の男性声優で、出身地や家族といったプロフィール類は伏せられている。その美貌から女性からの人気は高いものの、完璧主義者でわがままなため周囲を困らせている。
相葉 健（あいば けん）
声 - 石川英郎
事務所の代表を務める中堅声優。講師としても活動しているため、新人に対しても面倒見がよい。
30代になってからアニメへの出演が増えた結果若者のファンも増え、彼が演じる青年役や渋い役は女性からの人気が高い。
伴 勇次（ばん ゆうじ）
声 - 赤羽根健治
体育会系の新人声優。いわゆる熱血漢で、少年漫画に登場する熱血系の主人公を演じたことで有名になった。その後も熱血系のキャラクターを演じてきたが、近年は冷静なキャラクターを演じる機会も増えてきた。
星 冥子（ほし めいこ）
声 - 後藤沙緒里
スカイプロダクションに所属する新人女性声優。
ゴスロリと両目が隠れるほどの長い前髪が特徴で、ずれた感性と奇妙な言動から宇宙人として扱われることもしばしば。
少女役がメインだが、年長者や少年の役を演じる機会も増えてきた。
咲良 瑞樹（さくら みずき）
声 - 斎賀みつき
男性的な雰囲気を醸し出す中堅声優。プロデューサーを仔猫ちゃんと呼ぶ。少年・青年役が多いが、少女役も得意とする。
南野 蝶子（みなみの ちょうこ）
声 - 小林ゆう
アネゴのあだ名を持つほど男性的な女性声優。かつては子役として知られていたが、中学生時代に反抗期を迎え芸能界から遠ざかっていた。その後荒れた思春期を過ごしていたが、高校卒業後芸能界に復帰したいと思い、声優への道を進んだ。
静稀 香奈（しずき かな）
声 - 大本眞基子
人気の高い若手声優。明るい少女役が多いが、少年役もこなす。
また、歌手としても成功しており、オリコンチャートにたびたびランクインしている。
明るい性格ではあるが、涙もろさ故アニメの収録中やライブ中に涙することも多い。また、運動音痴であるがためにライブ中に転倒することもある。
瀧 玲華（たき れいか）
声 - 浅川悠
無口で真面目な声優。
役作りのために一生懸命勉強し、場合によっては作品の舞台に足を運ぶことで知られている。
女性役全般と少年役を得意とするほか、ナレーションの仕事も多くこなしており、英語でのナレーション経験もある。
牙龍院 鏡夜（がりゅういん きょうや）
声 - 島﨑信長
初回封入特典限定のキャラクター。
いわゆる中二病タイプだが、実力派の新人でもある。
西宮寺 美礼（さいぐうじ みれい）
声 - 田中理恵
初回封入特典限定のキャラクター。
声優事務所の代表を務めている女性声優。偉そうな態度をとることが多いが、現在の地位に上り詰めるまで努力を重ねてきた。
大人の女性役を多くこなす一方少年少女の役も得意とするなど演技の幅は広い。
香坂 真冬（こうさか まふゆ）
声 - たかはし智秋
DLC追加キャラクター。
若手声優。モデル業もこなしているためか、セクシーな体格と服装が特徴。アニメ映画へのゲスト出演で演技を評価されたことがきっかけで声優への道に進んだ。
お色気キャラの役が多いが、少女役もこなす。
久保園 敦史（くぼぞの あつし）
声 - 森田成一
DLC追加キャラクター。
明るい青年のように見えるが、トークでは人をいじることが多く、その性格から女性のファンが多い。
青年役が多く、サディスティックなキャラクターを演じることに定評がある。
基本的には敬語で話すが、神崎史之といった親しい人物に対してはため口をきく。
太田 公一郎（おおた こういちろう）
声 - 小山力也
DLC追加キャラクター。
ミステリアスなベテラン声優。学生時代に演劇をやっていた所をスカウトされたこと以外、一切の経歴が不明。

### その他のキャラクター
一心 耀子
声 - 野中藍
プレイヤーであるプロデューサーを支えるスタッフの1人。

## 他作品とのコラボレーション
ゲーム中に収録される台本には、バンダイナムコゲームスが展開する作品のものもある。
テイルズ オブ シリーズ
初期状態で収録。収録されている作品は、『テイルズ オブ シンフォニア』『テイルズ オブ デスティニー』『テイルズ オブ デスティニー2』『テイルズ オブ ハーツ R』『テイルズ オブ ジ アビス』『テイルズ オブ ヴェスペリア』。
THE IDOLM@STER
DLC追加シナリオ。発売日より、無料で配信開始。
ゴッドイーター
DLC追加シナリオ。7月3日より、有料で配信開始。